# Астенічний синдром (фільм)
«Астенічний синдром» (рос. «Астенический синдром») — український радянський двосерійний художній фільм 1989 року, режисерки Кіри Муратової.
Займає 6-у позицію у списку 100 найкращих фільмів в історії українського кіно.

## Сюжет
Фільм складається з двох новел. У першій новелі жінка, що недавно поховала свого чоловіка і знаходиться в стані постійної депресії (а іноді і прямої агресії), стикається з такими ж, як вона, людьми, що знаходяться на межі нервового виснаження, зриву.
Герой другої новели — шкільний учитель. В результаті пережитих особистих і службових неприємностей у нього з'являється астенічний синдром — він засинає в дуже невідповідних ситуаціях. Він потрапляє в лікарню для душевнохворих і розуміє, що навколо нього люди, які нітрохи не божевільніші від тих, хто живе на волі. Вийшовши через якийсь час на свободу, учитель засинає в метро, і порожній вагон відвозить сплячого в темний тунель.

## Актори
| Актор               | Роль                                    |
| ------------------- | --------------------------------------- |
| Ольга Антонова      | Наталія Іванівна                        |
| Сергій Попов        | Микола Олексійович                      |
| Галина Стаханова    | медпрацівник московського метрополітену |
| Галина Захурдаєва   | Маша, блондинка                         |
| Наталія Бузько      | Маша, брюнетка                          |
| Олександра Свенська | Ірина Павлівна, вчителька               |
| Павло Поліщук       | Іуніков                                 |
| Наталія Раллєва     | мати                                    |
| Галина Касперович   | Анна, дружина Миколи                    |
| Віктор Аристов      | директор школи                          |
| Микола Семенов      | лікар                                   |
| Олег Школьник       | господар канарок                        |
| Наталія Дубровська  | вчителька                               |

## Знімальна група
- Режисер-постановник: Кіра Муратова
- Сценаристи: Кіра Муратова, Сергій Попов, Олександр Чорних
- Оператор-постановник: Володимир Панков
- Художник-постановник: Олег Іванов
- Режисер: Надія Попова
- Режисер монтажу: Валентина Олійник
- Звукооператор: Олена Демідова
- Оператор: Віктор Кабаченко
- Художник по гриму: Вікторія Курносенко
- Художник по костюмах: М. Бродніна
- Художник-декоратор: Євген Голубенко
- Редактор: Неллі Некрасова
- Директори картини: Надія Попова, Гегам Ташчан

## Навколо фільму
- У списку «100 найкращих фільмів світу, знятих жінками» за 2019 рік, який був складений трьома сотнями кінокритиків з 84 країн світу, кінострічка «Астенічний синдром» за кількістю голосів зайняла 48 місце.[1]

## Нагороди
- 1990 — Кінопремія «Ніка»: у номінації Найкращий ігровий фільм[2]
- 1990 — Берлінський міжнародний кінофестиваль:  Спеціальний приз журі «Срібний ведмідь» (Silver Bear — Special Jury Prize)[3]